# Austorc de Segret
Austorc de Segret (fl. 1270) fue un trovador del Auvergne, sólo conocido por un sirventes que comienza "No sai quim so, tan sui desconoissens". El rima del poema se acerca al del poema "Aitant ses plus viu hom quan viu jauzens" por Sordello, trovador italiano. El tono del sirventes de Austorc se parece al tono de un planh lamentando la muerte de Luis IX de Francia, futuro santo, en la Octava Cruzada. También el poeta lamenta la derrota de los cruzados a Tunis. Por alguna razón distingue los "saracenos, turcos y árabes". 
Austorc concluye que o Dios o Satanás engaña a los cristianos, pero echa la culpa del desastre al hermano del difunto rey, Carlos de Anjou, que Austor llama caps e guitz (jefe y guía) de los musulmanes. Carlos aconsejó a su hermano que atacara a Tunis y no a la Tierra Santa. Después de la muerte de Luis, Carlos negoció un tratado con los vencedores. 

## Ediciones
- "Aitant ses plus viu hom quan viu jauzens" con anotación por Saverio Guida (2005).